# Championnat du pays de Galles de rugby à XV
Le championnat du pays de Galles de rugby à XV (appelé en anglais Welsh Premier Division ou Welsh Premiership) regroupe l'élite des clubs du pays de Galles. 
À partir de 2024 et la création du Super Rygbi Cymru (en), les meilleurs clubs n'évoluent plus dans le championnat du pays de Galles.

## Historique
À partir de 1895, les clubs gallois conviennent de rencontres amicales entre eux, mais aussi avec des clubs anglais. Un classement officieux est établi, dont le premier est récompensé pendant très longtemps par un trophée offert par le quotidien gallois Western Mail, puis par le quotidien londonien Daily Telegraph. Si donc il y a donc bien un champion du pays de Galles qui est désigné (dans les années 1980, 18 clubs participent à ce championnat), toutes les équipes ne s'affrontent pas forcément entre elles et le nombre de matchs varie d'une équipe à l'autre, de sorte que le vainqueur est le club ayant le meilleur pourcentage de victoires. Il y a d'ailleurs un deuxième classement, parrainé par la fédération galloise (WRU), qui ne prend en compte que les matches joués entre ces équipes, le Merit Table. En 1980, par exemple, Swansea est désigné champion, mais c'est Pontypool qui remporte le Merit Table. Au total, les équipes jouent entre 30 et 45 matchs chaque année.
À l'orée des années 1990, la fédération galloise, désireuse de mettre de l'ordre dans un sport qui commence à se structurer de façon moderne et permettre à l'élite de ses joueurs d'être plus compétitifs au niveau international, décide de réorganiser ses compétitions sur le modèle de l'Angleterre qui en a fait autant en 1987 (voir Championnat d'Angleterre de rugby à XV) et de l'Écosse, dont le championnat officiel remonte à 1972-1973.
Lors des saisons 1999-2000 à 2001-2002, le championnat est baptisé Welsh-Scottish League car Édimbourg et Glasgow sont invités à y participer.
Le championnat est alors la compétition la plus relevée du pays, mais la WRU met en place un plan de « rugby régional » visant à regrouper l'élite des joueurs gallois dans des franchises régionales, pour les faire participer à un championnat fermé (sans relégation) et supranational, la Celtic League, et à la Coupe d'Europe. Ce projet controversé, mis en place en 2003, fait perdre au championnat son statut de plus haut niveau du rugby à XV gallois. C'est ensuite une compétition semi professionnelle, où les clubs ne sont que des viviers pour les équipes régionales et ne peuvent pas toujours compter sur leurs meilleurs joueurs, phagocytés par les franchises. Plusieurs clubs n'ont pas apprécié cette rupture.
Au fur et à mesure des années la structure des équipes est renforcée, et le critère sportif (le dernier du classement est relégué à l'étage inférieur de la hiérarchie) n'est pas toujours retenu pour le maintien dans l’élite. 
En 2004-2005, la Welsh Premier Division compte 17 clubs. À l'issue de la saison, les deux premiers de Division One, le champion Maesteg RFC et son dauphin le Glamorgan Wanderers RFC ont été promus en Premier Division, tandis que le Caerphilly RFC, le Llanharan RFC et le Newbridge RFC sont relégués, portant le nombre d'engagés pour la saison 2005-2006 à 16. À partir de 2006-2007, la Welsh Premier Division ne compte plus que 14 clubs.
Pour la saison 2012-2013, il est annoncé que la Welsh Premier Division est réduite à dix équipes. Les équipes participantes sont choisies selon trois facteurs : l'obtention d'une "licence A" en fonction de la qualité des stades, la signature d'un "accord de participation" et une analyse des résultats au cours des six dernières saisons. Quatre clubs, le Pontypool RFC, le Tonmawr RFC, le Bridgend RFC et le Camarthen Quins RFC sont alors exclus pour ne pas avoir atteint les critères requis. Cependant, sous la pression des Ospreys et des Scarlets, le championnat est finalement étendu à 12 équipes, incluant le Bridgend RFC et le Camarthen Quins RFC. Le Tonmawr RFC, invoquant des raisons financières, décide de ne pas participer et descend en 6e division. Le Pontypool RFC engage un recours juridique pour éviter d'être la seule équipe reléguée, mais n'obtient pas gain de cause.
À partir de la saison 2016-2017, il est annoncé que la Welsh Premier Division est étendue à 16 équipes et n'aura pas de relégation avant la saison 2018-2019.
Depuis 2024, elle n'accueille désormais plus les meilleures clubs du pays, ces derniers évoluant désormais en Super Rygbi Cymru (en), compétition professionnelle de dix équipes créée par la fédération galloise,.  

## Les clubs de l'édition 2024-2025
| - Bargoed RFC - Bonymaen RFC - Brecon RFC - Cardiff Metropolitan University RFC - Cross Keys RFC - Llangennech RFC - Merthyr RFC | - Narbeth RFC - Neath RFC - Newbridge RFC - Newcastle Emlyn RFC - Pontypridd RFC - Ystrad Rhondda RFC |  |

## Palmarès
Championnat non officiel
| - 1894-1895 : Newport RFC - 1895-1896 : Newport RFC - 1896-1897 : Llanelli RFC - 1897-1898 : - 1898-1899 : Swansea RFC - 1899-1900 : Swansea RFC - 1900-1901 : Swansea RFC - 1901-1902 : Swansea RFC - 1902-1903 : Newport RFC - 1903-1904 : Swansea RFC - 1904-1905 : Swansea RFC - 1905-1906 : Cardiff RFC - 1906-1907 : - 1907-1908 : - 1908-1909 : - 1909-1910 : Neath RFC - 1910-1911 : Neath RFC - 1911-1912 : Newport RFC - 1912-1913 : Swansea RFC - 1913-1914 : Pontypool RFC - 1914-1919 : pas de compétition - 1919-1920 : Newport RFC - 1920-1921 : Pontypool RFC - 1921-1922 : Cross Keys RFC - 1922-1923 : Newport RFC - 1923-1924 : Aberavon RFC - 1924-1925 : Aberavon RFC - 1925-1926 : Aberavon RFC - 1926-1927 : Aberavon RFC | - 1927-1928 : Llanelli RFC - 1928-1929 : Neath RFC - 1929-1930 : Llanelli RFC - 1930-1931 : Abertillery RFC - 1931-1932 : Pontypool RFC - 1932-1933 : Llanelli RFC - 1933-1934 : Neath RFC - 1934-1935 : Neath RFC - 1935-1936 : Cross Keys RFC - 1936-1937 : - 1937-1938 : - 1938-1939 : - 1939-1946 : pas de compétition - 1946-1947 : Neath RFC - 1947-1948 : Cardiff RFC - 1948-1949 : Cardiff RFC - 1949-1950 : Maesteg RFC - 1950-1951 : Newport RFC - 1951-1952 : Ebbw Vale RFC - 1952-1953 : Cardiff RFC - 1953-1954 : Ebbw Vale RFC - 1954-1955 : Cardiff RFC - 1955-1956 : Newport RFC - 1956-1957 : Ebbw Vale RFC - 1957-1958 : Cardiff RFC - 1958-1959 : Pontypool RFC - 1959-1960 : Ebbw Vale RFC - 1960-1961 : Aberavon RFC - 1961-1962 : Newport RFC | - 1962-1963 : Pontypridd RFC - 1963-1964 : Bridgend RFC - 1964-1965 : Newbridge RFC - 1965-1966 : Bridgend RFC - 1966-1967 : Neath RFC - 1967-1968 : Llanelli RFC - 1968-1969 : Newport RFC - 1969-1970 : Bridgend RFC - 1970-1971 : Bridgend RFC - 1971-1972 : London Welsh RFC - 1972-1973 : Pontypool RFC - 1973-1974 : Llanelli RFC - 1974-1975 : Pontypool RFC - 1975-1976 : Pontypridd RFC - 1976-1977 : Llanelli RFC - 1977-1978 : Pontypridd RFC - 1978-1979 : Pontypridd RFC - 1979-1980 : Swansea RFC - 1980-1981 : Bridgend RFC - 1981-1982 : Cardiff RFC - 1982-1983 : Swansea RFC - 1983-1984 : Pontypool RFC - 1984-1985 : Pontypool RFC - 1986-1986 : Pontypool RFC - 1986-1987 : Neath RFC - 1987-1988 : Pontypool RFC - 1988-1989 : Neath RFC - 1989-1990 : Neath RFC |

| Welsh Division 1 - 1990-1991 : Neath RFC - 1991-1992 : Swansea RFC - 1992-1993 : Llanelli RFC - 1993-1994 : Swansea RFC - 1994-1995 : Cardiff RFC - 1995-1996 : Neath RFC - 1996-1997 : Pontypridd RFC - 1997-1998 : Swansea RFC - 1998-1999 : Llanelli RFC - 1999-2000 : Cardiff RFC - 2000-2001 : Swansea RFC - 2001-2002 : Llanelli RFC - 2002-2003 : Bridgend RFC | Welsh Premier Division - 2003-2004 : Newport RFC - 2004-2005 : Neath RFC - 2005-2006 : Neath RFC - 2006-2007 : Neath RFC - 2007-2008 : Neath RFC - 2008-2009 : Cardiff RFC - 2009-2010 : Neath RFC - 2010-2011 : Llanelli RFC - 2011-2012 : Pontypridd RFC - 2012-2013 : Pontypridd RFC - 2013-2014 : Pontypridd RFC - 2014-2015 : Pontypridd RFC - 2015-2016 : Ebbw Vale RFC - 2016-2017 : Merthyr RFC - 2017-2018 : Merthyr RFC - 2018-2019 : Merthyr RFC - 2019-2020 : Annulé - 2020-2021 : Annulé - 2021-2022 : Cardiff RFC - 2022-2023 : Llandovery RFC - 2023-2024 : Llandovery RFC |

## Palmarès par club (depuis 1991)
| Club           | Titre(s) | Premier(s) - Dernier(s) |
| -------------- | -------- | ----------------------- |
| Neath RFC      | 7        | 1991-2010               |
| Pontypridd RFC | 5        | 1997-2015               |
| Llanelli RFC   | 4        | 1993-2011               |
| Swansea RFC    | 4        | 1992-2001               |
| Cardiff RFC    | 4        | 1995-2022               |
| Merthyr RFC    | 3        | 2017-2019               |
| Llandovery RFC | 2        | 2023-2024               |
| Bridgend RFC   | 1        | 2003                    |
| Newport RFC    | 1        | 2004                    |
| Ebbw Vale RFC  | 1        | 2016                    |